# Empire du Grand Fulo

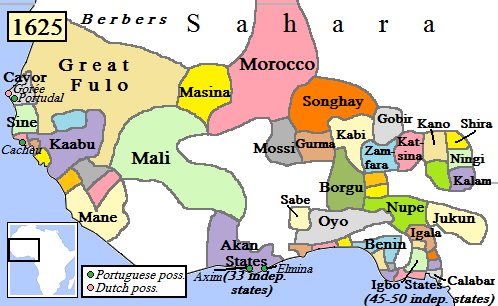
Afrique de l'Ouest vers 1625

1490 – 1776
Entités précédentes :
- Empire du Mali
- Takrur

Entités suivantes :
- Imamat de Fouta-Toro

L'empire du Grand Fulo (également connu sous le nom de royaume de Denanke, royaume de Denianke ou royaume du Fouta-Toro), était un royaume peul du Sénégal, qui domina la région de Fouta-Toro. Sa population domine longtemps ses voisins grâce à l'utilisation de la cavalerie et mène des guerres contre les empires du Mali et Songhaï.

## Étymologie
Les Deniaankobe étaient le clan de Koli Tenguella. Plusieurs théories s'accordent sur l'origine du nom, citant soit d'illustres ancêtres nommés Denia ou Deeny, soit, plus probablement, Dena, lieu où les forces de Koli s'étaient installées au Fouta-Djalon avant de conquérir le Fouta-Toro.
Grand Fulo est le terme donné au royaume et à son chef par les Portugais.

## Histoire

### Tenguella (1490-1512)
L'État commence par une importante migration de nomades peuls du Fouta-Toro vers le BakhounouMali dirigée par Tenguella, leur premier roi ou mansa, en 1490. Son attaque est dirigée contre la région allant de Nioro à Nampala appartenant à  l'Empire Songhai. Bien que sans quartier général fixe, les partisans de Tenguella appartenant au Yalalbe, Wollarbe, Ururbe et autres clans Peuls deviennent si nombreux dans la zone actuelle de Nara au Mali qu'il constitue une cavalerie plus puissante et nombreuse que celle du Songhai.Depuis le Bakhounou il dirigea ses forces vers le nord-est contre l'empire Songhaï en pleine croissance où il fut vaincu et tué en 1512 par Amar Komdiagio , frère de l' Askia Mohamed le souverain du Songhai. Le pouvoir est ensuite transmis à son fils, Koli Tenguella, de mère malinké Keïta.

### Koli Tenguella (1512-1537)
Koli Tenguella redirige l'armée de l'État naissant loin du Songhaï , depuis Nara au Mali vers le Fouta Djallon dans l' actuelle Guinée où il fonde un quartier général militaire à Guémé Sangan, près de Telimilé. Les ruines de sa forteresse y sont toujours visibles. Il y reconstitue ses forces militaires avec l' appui de plusieurs ethnies avant de rediriger son armée vers le pays de ses ancêtres, au Nord , le Fouta Toro. Sur le chemin, il triomphe du roi de l'empire du Djolof qui régnait sur le Fouta Toro à travers divers gouverneurs appelés Farba. Il vainc tous ces derniers . Son plus farouche adversaire restera pourtant Ardo Yéro Diide Dia, chef de la confédération des nomades Peuls Jaawbe qu' il n' arrivera à soumettre qu' au prix de lourds combats. La croissance de l'empire du Grand Fulo accélère l'éclatement de l'État de Djolof en plusieurs royaumes en guerre. S'ensuivent des attaques contre les champs aurifères de Bambuk au Mali, qui entraînent une autre grave défaite pour les Peuls. Koli mourut en 1537. À ce moment-là, une capitale fixe avait été installée à Anyam-Godo dans l'actuelle région du Futa Toro au Sénégal.

### Les successeurs Denianke
Les Mansas qui suivirent Koli Tengella descendent tous de lui et reçurent le nom de Denyanke ou Deny Kobe. La dynastie Denianke (ou dynastie Denyanke) reste une puissance majeure dans la région, régnant en tant que monarques animistes sur une population de plus en plus islamisée du XVIe siècle à la fin du XVIIIe siècle. Leur dynastie est renversée par un conflit avec les sujets de plus en plus musulmans du royaume, conduisant à l'imamat de Fouta-Toro dirigé par Abd-el-Kadr Toorodi en 1776, inaugurant une ère presque continue de règne musulman peul sur la région.
- Dengella Koli I (1513-1535)
- Dengella Koli II (1535-1538)
- 15 dirigeants inconnus par leur nom (1538–1765)
- Sule-Budu (1765–1776)